# Natal'ja Makeeva
Natal'ja Aleksandrovna Makeeva (in russo Наталья Александровна Макеева?; 21 aprile 1979) è una schermitrice russa, vincitrice di due medaglie d'oro ai campionati mondiali di scherma.

## Palmarès
In carriera ha conseguito i seguenti risultati:
- Mondiali di scherma

Nîmes 2001: oro nella sciabola a squadre.
Lisbona 2002: oro nella sciabola a squadre.
- Europei di scherma

Bolzano 1999: bronzo nella sciabola individuale.
Funchal 2000: oro nella sciabola a squadre.
Mosca 2002: oro nella sciabola a squadre.
Bourges 2003: oro nella sciabola a squadre ed argento individuale.